# Oscar for bedste scenografi
Oscar for bedste scenografi er en oscar-statuette, der gives til en scenograf for et af dennes værker i det forgangne år.
Den engelske betegnelse var oprindeligt Academy Award for Best Art Direction, men den blev ændret til Academy Award for Best Production Design i 2012. Fra 1940 til 1966 blev der uddelt to separate priser i denne kategori til hhv. sorthvid- og farvefilm.
Prismodtagere

## 2010'erne
- 2017 - La La Land – David Wasco og Sandy Reynolds-Wasco
- 2016 - Mad Max: Fury Road – Colin Gibson og Lisa Thompson
- 2015 - The Grand Budapest Hotel – Adam Stockhausen og Anna Pinnock
- 2014 – Den Store Gatsby – Catherine Martin (Production Design); Beverley Dunn (Set Decoration)
- 2013 – Lincoln – Rick Carter og Jim Erickson
- 2012 – Hugo – Dante Ferretti og Francesca Lo Schiavo
- 2011 – Alice i Eventyrland - Robert Stromberg og Karen O’Hara
- 2010 – Avatar – Rick Carter, Robert Stromberg og Kim Sinclair

## 2000'erne
- 2009 – Benjamin Buttons forunderlige liv – Donald Graham Burt og Victor J. Zolfo
- 2008 – Sweeney Todd: Den djævelske barber fra Fleet Street - Dante Ferretti og Francesca Lo Schiavo
- 2007 – Pans labyrint - Eugenio Caballero, Pilar Revuelta
- 2006 – Mit liv som Geisha - John Myhre, Gretchen Rau
- 2005 – The Aviator - Dante Ferretti, Francesca Lo Schiavo
- 2004 – Ringenes Herre - Kongen vender tilbage - Grant Major, Dan Hennah og Alan Lee
- 2003 – Chicago - John Myhre, Gordon Sim
- 2002 – Moulin Rouge - Catherine Martin, Brigitte Broch
- 2001 – Tiger på spring, drage i skjul - Tim Yip
- 2000 – Sleepy Hollow - Rick Heinrichs, Peter Young

## 1990'erne
- 1999 – Shakespeare in Love - Martin Childs, Jill Quertier
- 1998 – Titanic - Peter Lamont, Michael D. Ford
- 1997 – Den engelske patient - Stuart Craig, Stephenie McMillan
- 1996 – Kongen og elskerinden - og hendes mand! - Eugenio Zanetti
- 1995 – Den gale kong George - Ken Adam, Carolyn Scott
- 1994 – Schindlers Liste - Allan Starski, Ewa Braun
- 1993 – Howards End - Luciana Arrighi, Ian Whittaker
- 1992 – Bugsy - Dennis Gassner, Nancy Haigh
- 1991 – Dick Tracy - Richard Sylbert, Rick Simpson
- 1990 - Batman - Anton Furst, Peter Young

## 1960'erne
- 1966
  - Sort-hvid: Narreskibet – Robert Clatworthy, Joseph Kish
  - Farve: Doctor Zhivago – John Box, Terence Marsh, Dario Simoni
- 1965
  - Sort-hvid: Zorba, grækeren – Vassilis Fotopoulos
  - Farve: My Fair Lady – Gene Allen, Cecil Beaton og George James Hopkins
- 1964
  - Sort-hvid: Amerika, Amerika – Gene Callahan
  - Farve: Cleopatra – John DeCuir, Jack Martin Smith, Hilyard Brown, Herman Blumenthal, Elven Webb, Maurice Pelling, Boris Juraga, Walter M. Scott, Paul S. Fox og Ray Moyer
- 1963
  - Sort-hvid: Dræb ikke en sangfugl – Alexander Golitzen, Henry Bumstead og Oliver Emert
  - Farve: Lawrence af Arabien – John Box, John Stoll og Dario Simoni
- 1962
  - Sort-hvid: Hajen – Harry Horner og Gene Callahan
  - Farve: West Side Story – Boris Leven og Victor Gangelin
- 1961
  - Sort-hvid: Nøglen under måtten – Alexander Trauner og Edward G. Boyle
  - Farve: Spartacus – Alexander Golitzen, Eric Orbom, Russell A. Gausman og Julia Heron
- 1960
  - Sort-hvid: Anne Franks dagbog – Lyle R. Wheeler, George W. Davis, Walter M. Scott og Stuart A. Reiss
  - Farve: Ben-Hur – William A. Horning, Edward Carfagno og Hugh Hunt

## 1950'erne
- 1959 - Gigi – William A. Horning, Preston Ames, Henry Grace og Keogh Gleason
- 1958 - Sayonara... farlig kærlighed – Ted Haworth og Robert Priestley
- 1957
  - Sort-hvid: Kampen mod fortiden – Cedric Gibbons, Malcolm F. Brown, Edwin B. Willis og F. Keogh Gleason
  - Farve: Kongen og jeg – Lyle R. Wheeler, John DeCuir, Walter M. Scott og Paul S. Fox
- 1956
  - Sort-hvid: Den tatoverede rose – Hal Pereira, Tambi Larsen, Sam Comer og Arthur Krams
  - Farve: Picnic – William Flannery, Jo Mielziner og Robert Priestley
- 1955
  - Sort-hvid: I storbyens havn – Richard Day
  - Farve: En verdensomsejling under havet – John Meehan, Emile Kuri
- 1954
  - Sort-hvid: Julius Caesar – Cedric Gibbons, Edward Carfagno, Edwin B. Willis og Hugh Hunt
  - Farve: Men jeg så ham dø – Lyle Wheeler, George Davis, Walter M. Scott og Paul S. Fox
- 1953
  - Sort-hvid: Illusionernes by – Cedric Gibbons, Edward Carfagno, Edwin B. Willis og Keogh Gleason
  - Farve: Moulin Rouge – Paul Sheriff og Marcel Vertes
- 1952
  - Sort-hvid: Omstigning til Paradis – Richard Day og George James Hopkins
  - Farve: En amerikaner i Paris – Cedric Gibbons, Preston Ames, Edwin B. Willis og Keogh Gleason
- 1951
  - Sort-hvid: Sunset Boulevard – Hans Dreier, John Meehan, Sam Comer og Ray Moyer
  - Farve: Samson og Dalila – Hans Dreier, Walter H. Tyler, Sam Comer og Ray Moyer
- 1950
  - Sort-hvid: Arvingen – John Meehan, Harry Horner og Emile Kuri 
  - Farve: Pigebørn – Cedric Gibbons, Paul Groesse, Edwin B. Willis og Jack D. Moore

## 1940'erne
- 1949
  - Sort-hvid: Hamlet – Roger K. Furse og Carmen Dillon
  - Farve: De røde sko – Hein Heckroth og Arthur Lawson
- 1948
  - Sort-hvid: Store forventninger – John Bryan og Wilfred Shingleton
  - Farve: Den sorte lilje – Alfred Junge
- 1947
  - Sort-hvid: Anna og kongen af Siam – Lyle Wheeler, William S. Darling, Thomas Little og Frank E. Hughes
  - Farve: Hjortkalven – Cedric Gibbons, Paul Groesse og Edwin B. Willis
- 1946
  - Sort-hvid: Blod på solen – Wiard Ihnen og A. Roland Fields
  - Farve: Fribytterens lady – Hans Dreier, Ernst Fegte og Sam Comer
- 1945
  - Sort-hvid: Gaslys – Cedric Gibbons, William Ferrari, Paul Huldschinsky og Edwin B. Willis
  - Farve: Wilson – Wiard Ihnen og Thomas Little
- 1944
  - Sort-hvid: Sangen om Bernadette – James Basevi, William S. Darling og Thomas Little
  - Farve: Spøgelset fra operaen – Alexander Golitzen, John B. Goodman, Russell A. Gausman og Ira S. Webb
- 1943
  - Sort-hvid: Dette fremfor alt – Richard Day, Joseph C. Wright og Thomas Little
  - Farve: Min veninde Sally – Richard Day, Joseph C. Wright og Thomas Little
- 1942
  - Sort-hvid: Grøn var min barndoms dal – Richard Day, Nathan Juran og Thomas Little
  - Farve: Blomster i skygge – Cedric Gibbons, Urie McCleary og Edwin B. Willis
- 1941
  - Sort-hvid: Stolthed og fordom – Cedric Gibbons og Paul Groesse
  - Farve: Tyven fra Bagdad – Vincent Korda
- 1940 - Borte med blæsten – Lyle Wheeler

## 1930'erne
- 1939 – Robin Hood – Carl J. Weyl
- 1938 – Tabte horisonter – Stephen Goosson
- 1937 – Hr. og Fru Dodsworth intime – Richard Day
- 1936 – Den sorte engel  – Richard Day
- 1935 – Den glade enke – Cedric Gibbons og Frederic Hope
- 1934 – Cavalcade – William S. Darling og Fredric Hope
- 1932 – Transatlantic mysteriet – Gordon Wiles
- 1931 – Cimarron – Max Rée
- 1931 - King of Jazz – Herman Rosse
- 1930 - The Bridge of San Luis Rey - Cedric Gibbons

## 1920'erne
- 1929 – The Dove og Tempest – William Cameron Menzies